# 썸타는 편의점
《썸타는 편의점》은 2021년 1월 23일 ~ 2021년 2월 27일 방영한 웹드라마이다. 딩고 뮤직에서 제작한 첫 아이돌 웹드라마이다.

## 등장인물
- 여주아 (배우: 최지수) 만년 편순이
- 김동현 (배우: AB6IX 김동현) 스윗한 점장
- 정수빈 (배우: 정수빈) 츤데레 알바생
- 정우석 (배우: 펜타곤 우석) 시크한 민초단
- 봉재현 (배우: 골든차일드 봉재현) 댕댕미 연하남

## 여담
- 2021년 1월 23일부터 2월 23일까지 아이돌플러스 애플리케이션에서 원하는 결말에 뽑는 투표가 열렸다.
- 2021년 3월 20일, 아이돌플러스에 미공개 엔딩이 올라왔다.